# Klenov fragment
Klenov fragment je veliki proteinski fragment koji se formira kada se DNK polimeraza I iz E. coli enzimatski preseče posredstvom proteaze subtilisina. Prvobitno je opisan 1970. On zadržava 5'-3' polimeraznu aktivnosti i 3’ → 5’ egzonukleaznu aktivnost za odvajanje prekodirajućih nukleotida i korekturu, ali gubi svoju 5' → 3' eksonukleaznu aktivnost.
Drugi manji fragment formiran kad se DNK polimeraza I iz E. coli preseče subtilisinom zadržava 5'-3' eksonukleaznu aktivnost, ali nema druga dva dejstva koje manifestuje Klenov fragment (i.e. 5'-> 3' polimerazna aktivnost i 3'->5' eksonukleazna aktivnost).

## Istraživanja
5' → 3' egzonukleazno dejstvo DNK polimeraze I iz E. coli nije podesno za mnoge oblike primene, te stoga Klenov fragment, koji ne ispoljava tu aktivnost, može da bude veoma koristan u istraživanjima. Klenov fragment je ekstremno koristan u istraživačkim procesima kao što su:
- Sinteza dvolančane DNK iz jednolačanog obrasca
- Popunjavanje pobučenog 3' kraja DNK fragmenata da bi se dobili tupi 5' krajevi
- Uklanjanje isturenih 3' prepusta
- Priprema radioaktivnih DNK segmenata

Klenov fragment je isto tako bio originalni enzim koji se koristio za znatnu amplifikaciju segmenata DNK u procesu polimerazne lančane reakcije (PCR), pre nego što je bio zamenjen termostablnim enzimima kao što je Taq polimeraza.

## Spoljašnje veze
- Klenow+Fragment на 
- Diagram at vivo.colostate.edu